# Alfredo García (periodista uruguayo)
Alfredo García (Montevideo, 9 de agosto de 1954) es un periodista y escritor uruguayo.

## Biografía
García transcurrió su juventud en Suecia durante los años de la dictadura. Se licenció en Historia por la Universidad de Estocolmo. Posteriormente realizó un postgrado en Marketing y cursos del Master de Marketing en la Universidad Católica del Uruguay.
Es redactor responsable del semanario Voces.
Ha publicado varios libros de actualidad política, como Pepe coloquios o el más reciente dedicado al candidato nacionalista Luis Lacalle Pou.

## Obras
- Voces. Fin de Siglo. 2006. ISBN 9974493749. (con Jorge Lauro)
- Pepe coloquios. Fin de Siglo. 2009. ISBN 9789974494596.
- Charlas con Pedro. Fin de Siglo. 2014. ISBN 9789974497542.
- Once rounds. Luis Lacalle Pou. Fin de Siglo. 2019. ISBN 9789974499768.